# Districtul Melk
Districtul Melk se află în partea de vest a landului Austria Inferioară care are capitala landului la Sankt Pölten. El cuprinde ținuturi din Waldviertel situate la nord de Dunăre și ținuturi în Mostviertel la sud de Dunăre.

## Impărțire administrativă
Distríctul Melk cuprinde 40 comunități din care patru orașe și 27 târguri. In paranteză sunt trecuți numărul de locuitori
| Orașe - Mank (31.521) - Melk (31.524) - Pöchlarn (31.533) - Ybbs an der Donau (31.549) Târguri - Artstetten-Pöbring (31.502) - Bischofstetten (31.504) - Blindenmarkt (31.505) - Dunkelsteinerwald (31.507) - Emmersdorf an der Donau (31.553) - Erlauf (31.508) - Golling an der Erlauf (31.509) - Hürm (31.513) - Kilb (31.514) - Klein-Pöchlarn (31.516) - Krummnußbaum (31.517) - Leiben (31.519) - Loosdorf (31.520) - Marbach an der Donau (31.522) - Maria Taferl (31.523) - Neumarkt an der Ybbs (31.527) - Nöchling (31.528) - Persenbeug-Gottsdorf (31.530) - Petzenkirchen (31.531) - Pöggstall (31.534) - Raxendorf (31.535) - Ruprechtshofen (31.537) - Schönbühel-Aggsbach (31.542) - Sankt Leonhard am Forst (31.539) - Sankt Martin-Karlsbach (31.540) - Weiten (31.546) - Yspertal (31.552) | Comune - Bergland (31.503) - Dorfstetten (31.506) - Hofamt Priel (31.511) - Kirnberg an der Mank (31.515) - Münichreith-Laimbach (31.525) - Schollach (31.543) - Sankt Oswald (31.541) - Texingtal (31.551) - Zelking-Matzleinsdorf (31.550) |

|  |